# Prinz Eugen (schip)
De Prinz Eugen was een zware kruiser van de Duitse Kriegsmarine (oorlogsmarine) uit de Tweede Wereldoorlog.

## Bouw
Het schip was vernoemd naar Eugenius van Savoye en was het derde van de Admiral Hipperklasse. Het werd, evenals zijn zusterschepen Admiral Hipper en Blücher, medio jaren dertig van de twintigste eeuw gebouwd. De bouw van de Prinz Eugen begon op 23 april 1936 bij de Krupp Germaniawerf in Kiel. Op 22 augustus 1938 was het schip afgewerkt en op 1 augustus 1940 werd het in dienst gesteld.

## Zeeslag

Route van de Prinz Eugen in 1941

Op 18 mei 1941 ging de Prinz Eugen samen met het slagschip Bismarck vanuit de haven van Gdynia op weg naar de Atlantische Oceaan. Zes dagen later, op 24 mei 1941, raakten beide schepen tijdens de Zeeslag in de Straat Denemarken in gevecht met de Britse slagkruiser HMS Hood en het slagschip HMS Prince of Wales. De Hood zonk en de Prince of Wales raakte zwaar beschadigd. Na deze slag ging de Prinz Eugen op eigen gelegenheid op zoek naar geallieerde koopvaardijschepen. Door machinepech moest de operatie worden afgebroken. Op 1 juni kwam het schip aan in de haven van Brest. Een maand later werd het schip tijdens een luchtaanval van de RAF door een bom getroffen. Zestig bemanningsleden sneuvelden bij deze aanval.

## Uitbraak
Tot begin 1942 bleef de Prinz Eugen in Brest. Gedurende deze tijd kwam het schip niet in actie. Hitler vreesde een invasie van Noorwegen en beval de Prinz Eugen in februari 1942 terug te keren naar Duitsland. Het schip zou van daaruit op weg gaan naar Noorwegen in een poging de invasie te stoppen. Samen met de slagschepen Scharnhorst en Gneisenau, die ook in Frankrijk waren gestationeerd, koos de Prinz Eugen voor de kortste en gevaarlijkste route naar Duitsland: dwars door Het Kanaal. Dankzij sterke luchtsteun van de Luftwaffe brak het schip, samen met andere, kleinere eenheden van de Kriegsmarine, tussen 11 en 13 februari 1942 door Het Kanaal. Deze operatie, Cerberus, was de eerste succesvolle doorbraak van een vijandelijke vloot door Het Kanaal. De Prinz Eugen bleef tijdens de operatie ongeschonden.

## Naar Noorwegen

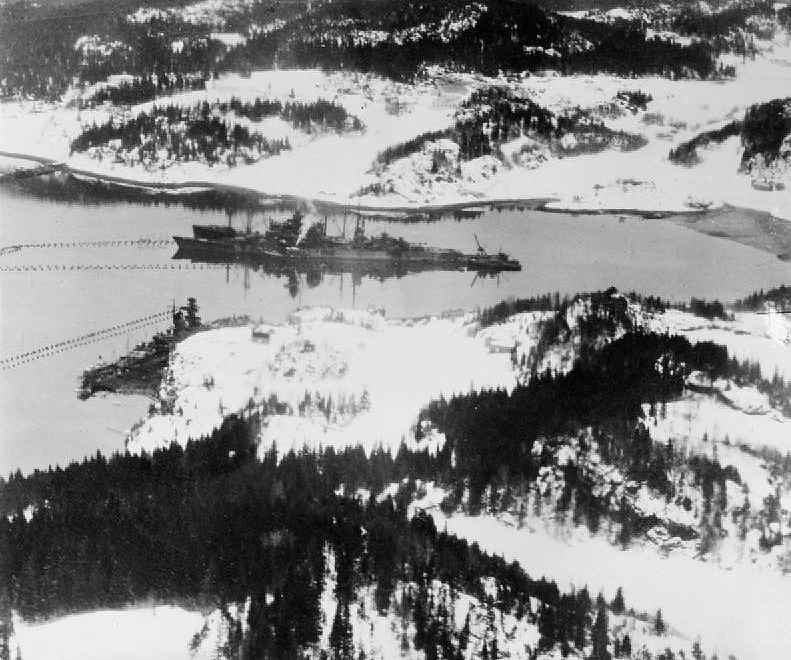
De Prinz Eugen in de Lofjord, waar hij na de torpedotreffer op zijn achterschip gerepareerd wordt. Ook de Admiral Scheer ligt in dezelfde fjord beschut achter torpedonetten

Toen de Prinz Eugen op weg was naar Trondheim liep hij op 23 februari 1942 als gevolg van een torpedotreffer van de Britse onderzeeboot HMS Trident zware averij op aan het achterschip. Het duurde tot 1943 voordat het schip weer operationeel was. Tegen die tijd was de rol van de grote schepen van de Kriegsmarine gereduceerd tot die van schoolschepen.
Tegen het eind van de oorlog werd de Prinz Eugen ingezet in een poging de opmars van de Sovjeteenheden bij de Oostzeekust tot staan te brengen en Duitse vluchtelingen veilig naar Duitsland over te halen. Hierbij ramde het schip op 15 oktober 1944 in dichte mist de lichte kruiser Leipzig. De Leipzig brak hierdoor bijna doormidden. Veertien uur lang dreven beide schepen stuurloos rond, terwijl het ene schip vastzat aan het andere.

## Na de capitulatie
Na de Duitse capitulatie bleef de Prinz Eugen als enige grote schip van de Kriegsmarine over. Op 7 mei 1945 werd de kruiser in Kopenhagen onder Brits gezag gesteld. Eind mei 1945 werd de kruiser samen met andere Duitse schepen naar Wilhelmshaven verscheept. In december van dat jaar werd het schip als oorlogsbuit aan de Amerikanen toegewezen.

## Naar Amerika
Op 13 januari 1946 vertrok het schip naar Boston, waar het op een marinewerf werd verbouwd. De Prinz Eugen werd op 1 mei via het Panamakanaal naar San Diego gesleept. Op 10 mei vertrok het schip naar Honolulu. Het schip moest door sleepboten worden versleept, omdat er nog maar één stoomketel werkte.

### Atoomproeven
Hierna werd het schip overgebracht naar het Bikini-atol waar het samen met andere schepen als doelschip voor de atoomproeven werd gebruikt (Operatie Crossroads). Bij de eerste proef, op 1 juli 1946 (de "test ABLE"), was er geen zichtbare schade; bij de tweede proef, op 25 juli (de "test BAKER"), evenmin. Het schip was echter zwaar radioactief besmet. De Prinz Eugen vertoonde ook scheuren die niet hersteld konden worden. Het schip werd overgebracht naar het Kwajalein-atol. Vanaf 16 december 1946 maakte de Prinz Eugen steeds meer slagzij aan stuurboord. Uiteindelijk kapseisde het schip op 22 december.

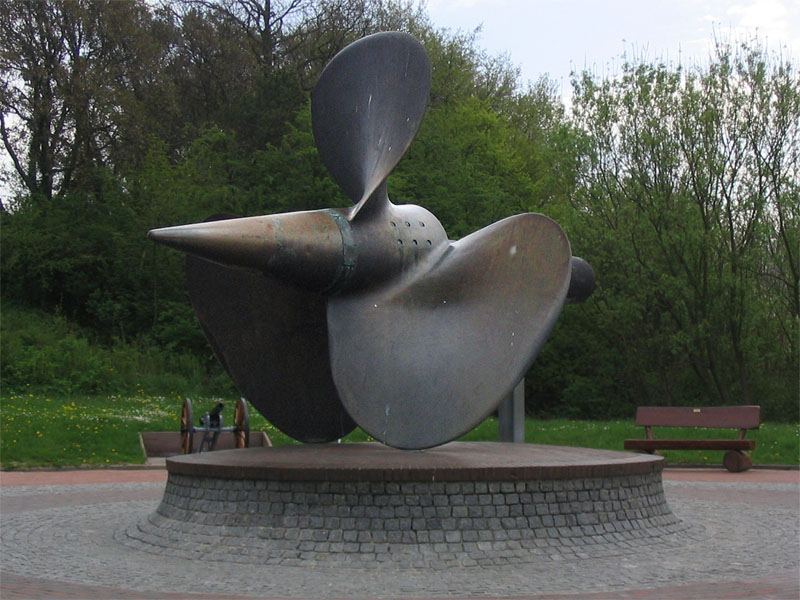
Een schroef van de Prinz Eugen

## Museumstuk
In 1979 werd een van de drie scheepsschroeven geborgen. Het is nu een marinemonument in Laboe, in de buurt van Kiel. De Prinz Eugen ligt in de nabijheid van Kwajalein-atol en ligt ondersteboven met zijn kiel.